# Grand Prix automobile d'Autriche 2024
GP précédent GP suivant
Le Grand Prix automobile d'Autriche 2024 (FORMULA 1 QATAR AIRWAYS AUSTRIAN GRAND PRIX 2024), disputé le 30 juin 2024 sur le circuit de Spielberg, est  la 1112e épreuve du championnat du monde de Formule 1 courue depuis 1950. Il s'agit de la trente-septième édition du Grand Prix d'Autriche comptant pour le championnat du monde de Formule 1 et  de la onzième manche du championnat 2024. L'épreuve se dispute pour la trente-cinquième fois depuis 1970 sur le circuit de Spielberg, devenu propriété de Red Bull, d'où le nom actuel du circuit, Red Bull Ring.
La troisième course sprint de la saison est remportée par Max Verstappen sur fond d'un nouveau rebondissement du conflit entre son père Jos et son patron Christian Horner. Le départ du tour de formation est avorté à cause d'un photographe présent sur la piste ; la direction de course ordonne une nouvelle boucle d'installation et l'épreuve est amputée d'un tour. Tous s'élancent en gommes medium, Alexander Albon partant des stands après des changements de réglages sous parc fermé. Verstappen conserve la tête au départ tandis que Lando Norris contient Oscar Piastri, suivi de Russell, Sainz et Hamilton. Dès le premier tour, Piastri tente, en vain, de doubler Norris au freinage de Remus tandis que Sainz passe Russell, par l'extérieur, à Schlossgold. Lorsque l'aileron mobile est autorisé, Norris, talonné par Piastri, attaque Verstappen dans la descente vers Schlossgold, sans succès. Norris retente sa chance au tour suivant mais le Hollandais le serre à gauche et garde l'avantage. Au cinquième tour, Norris plonge à l'intérieur à Remus et dépasse Verstappen ; à la réaccélération, le Néerlandais bénéficie d'une meilleure traction, ouvre son aileron arrière mobile et repasse en tête tandis que Norris vire au large et se fait doubler par Piastri par l'extérieur au virage Rauch. Au onzième tour, Verstappen repousse Piastri à plus d'une seconde ce qui l'empêche d'utiliser son DRS. Norris, qui a déjà reçu deux avertissements pour le franchissement des limites de la piste, cesse ses attaques sur son coéquipier et la course perd en intensité. Max Verstappen remporte le Sprint devant Piastri et Norris ; George Russell finit quatrième devant Carlos Sainz, Lewis Hamilton et Charles Leclerc, le dernier point revenant à Sergio Pérez ; les huit pilotes en tête du championnat du monde ont tous marqué des points lors de ce sprint.
Quatre heures plus tard, après un résultat jamais encore vu en Q1 (l'écart entre le premier et le dernier est inférieur à 8 dixièmes de seconde), Verstappen survole les qualifications : lors de la deuxième phase, il établit un temps de 1 min 04 s 577 et relègue la concurrence à une demi-seconde ; seul pilote à améliorer ce temps lors de la Q3, il obtient la quarantième pole position de sa carrière, sa huitième de la saison. Norris, en première ligne à quatre dixièmes de seconde, estime que le Néerlandais évolue « dans une ligue à part ». Piastri perdant le bénéfice de son meilleur temps pour être sorti des limites de la piste, Russell hérite de la troisième place et s'élance devant Sainz en deuxième ligne ; mêmes couleurs et même ordre sur la troisième ligne avec Hamilton et Leclerc. Piastri, septième, part aux côtés de Pérez tandis que Nico Hülkenberg et Esteban Ocon occupent la cinquième ligne.
George Russell expliquait avant la course qu'il allait laisser Max Verstappen et Lando Norris se battre à l'avant et se tiendrait prêt à ramasser la mise en cas d'accrochage entre les deux. À huit boucles de l'arrivée, Norris lance une énième manœuvre de dépassement dans le virage no 3 ; Verstappen se décale au freinage et le percute, ce qui provoque une double crevaison. Alors que Britannique regagne son stand avec un pneumatique en lambeaux qui détruit sa carrosserie et son fond plat, il reçoit cinq secondes de pénalité pour avoir trop souvent dépassé les limites de la piste en tentant, depuis plusieurs tours déjà, de ravir la tête au leader du championnat ; il effectue sa pénalité et abandonne tandis que le Néerlandais ressort des stands en cinquième position. Russell obtient ainsi la deuxième victoire de sa carrière après São Paulo 2022, une délivrance pour Mercedes qui n'avait plus gagné depuis tout ce temps. Un tour après l'accrochage Norris-Verstappen, Oscar Piastri dépasse Carlos Sainz par l'extérieur dans le virage Würth et prend la deuxième place.
Alors que la procédure de voiture de sécurité virtuelle est enclenchée pour permettre aux commissaires de ramasser des débris semés par Norris, Russell n'a que deux secondes d'avance sur Piastri. À la relance, Russell accroît l'écart sur l'Australien à trois secondes, Sainz étant une seconde derrière ; suivent Hamilton, Verstappen qui, jugé responsable de la collision avec Norris, reçoit dix secondes de pénalité, Pérez, Magnussen, Ricciardo et Gasly.Dans l'avant-dernier tour Pérez double Hülkenberg à Remus mais le pilote Haas reprend l'avantage grâce à son aileron arrière mobile dans le virage no 4. Après avoir chaussé des pneus frais, Fernando Alonso chausse des pneumatiques neufs et établit le meilleur tour en course. Russell remporte donc le Grand Prix devant Piastri et Sainz ; Hamilton se classe quatrième devant Verstappen, qui ne perd pas de place malgré sa pénalité. En terminant sixième et huitième, Hülkenberg et Magnussen, qui encadrent Pérez, marquent 12 points pour Haas. Ricciardo et Gasly prennent les derniers points en lice.
Avec 237 points, Max Verstappen mène le championnat devant Norris (156 points) et Charles Leclerc (150 points). Carlos Sainz (135 points) reste quatrième devant Sergio Pérez (118 points), désormais talonné par Oscar Piastri (112 points) et George Russell (111 points). Plus loin, Lewis Hamilton pointe au huitième rang (85 points), Fernando Alonso (41 points) est neuvième, suivi par Yuki Tsunoda (19 points). Chez les constructeurs, Red Bull (355 points) possède 64 unités d'avance sur Ferrari (291 points), talonné par McLaren (268 points). Mercedes (196 points) occupe la quatrième place devant Aston Martin (58 points), Racing Bulls (30 points), Haas (19 points) qui passe devant Alpine (9 points) et Williams (2 points). Après onze courses, Kick Sauber ne compte toujours aucun point.

## Pneus disponibles
| Pneus pour piste sèche | Pneus pour piste sèche | Pneus pour piste sèche | Pneus pluie    | Pneus pluie |
| ---------------------- | ---------------------- | ---------------------- | -------------- | ----------- |
| Durs (Type C3)         | Medium (Type C4)       | Tendres (Type C5)      | Intermédiaires | Pluie       |

## Essais libres et qualifications sprint

### Première séance, le vendredi de 12 h 30 à 13 h 30

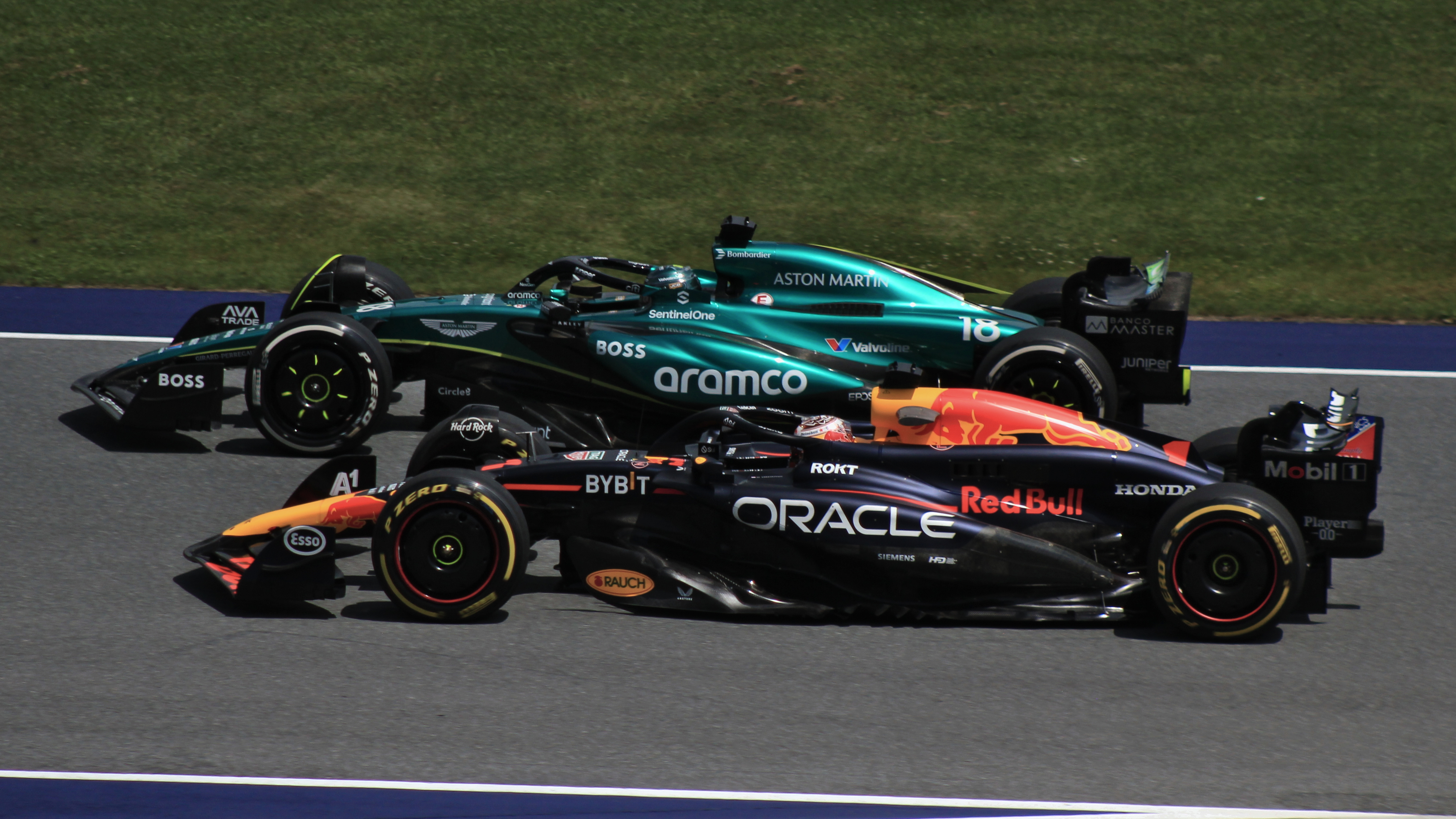
Lance Stroll et Max Verstappen au Grand Prix d'Autriche 2024.

| Pos. | Pilote          | Voiture             | Chrono         | Écart     |
| ---- | --------------- | ------------------- | -------------- | --------- |
| 1    | Max Verstappen  | Red Bull-Honda RBPT | 1 min 05 s 685 |           |
| 2    | Oscar Piastri   | McLaren-Mercedes    | 1 min 05 s 961 | + 0 s 276 |
| 3    | Charles Leclerc | Ferrari             | 1 min 06 s 055 | + 0 s 370 |
| 4    | Carlos Sainz    | Ferrari             | 1 min 06 s 128 | + 0 s 443 |
| 5    | Lewis Hamilton  | Mercedes            | 1 min 06 s 254 | + 0 s 569 |
| 6    | Esteban Ocon    | Alpine-Renault      | 1 min 06 s 297 | + 0 s 612 |

### Qualifications sprint, le vendredi de 16 h 30 h à 17 h 14
| Pos. | Pilote           | Écurie                  | SQ1 (12 min)   | SQ2 (10 min)   | SQ3 (8 min)    |
| --- | ---------------- | ----------------------- | -------------- | -------------- | -------------- |
| 1 | Max Verstappen   | Red Bull-Honda RBPT     | 1 min 05 s 690 | 1 min 05 s 185 | 1 min 04 s 686 |
| 2 | Lando Norris     | McLaren-Mercedes        | 1 min 05 s 786 | 1 min 05 s 561 | 1 min 04 s 779 |
| 3 | Oscar Piastri    | McLaren-Mercedes        | 1 min 06 s 081 | 1 min 05 s 379 | 1 min 04 s 987 |
| 4 | George Russell   | Mercedes                | 1 min 05 s 764 | 1 min 05 s 325 | 1 min 05 s 054 |
| 5 | Carlos Sainz Jr. | Ferrari                 | 1 min 05 s 781 | 1 min 05 s 435 | 1 min 05 s 126 |
| 6 | Lewis Hamilton   | Mercedes                | 1 min 06 s 504 | 1 min 05 s 539 | 1 min 05 s 270 |
| 7 | Sergio Pérez     | Red Bull-Honda RBPT     | 1 min 06 s 256 | 1 min 05 s 612 | 1 min 06 s 008 |
| 8 | Esteban Ocon     | Alpine-Renault          | 1 min 06 s 343 | 1 min 05 s 686 | 1 min 06 s 101 |
| 9 | Pierre Gasly     | Alpine-Renault          | 1 min 06 s 465 | 1 min 05 s 757 | 1 min 06 s 624 |
| 10 | Charles Leclerc  | Ferrari                 | 1 min 06 s 149 | 1 min 05 s 526 | Pas de temps   |
| 11 | Kevin Magnussen  | Haas-Ferrari            | 1 min 06 s 387 | 1 min 05 s 806 |                |
| 12 | Lance Stroll     | Aston Martin-Mercedes   | 1 min 06 s 037 | 1 min 05 s 847 |                |
| 13 | Fernando Alonso  | Aston Martin-Mercedes   | 1 min 06 s 487 | 1 min 05 s 878 |                |
| 14 | Yuki Tsunoda     | Racing Bulls-Honda RBPT | 1 min 06 s 557 | 1 min 05 s 960 |                |
| 15 | Logan Sargeant   | Williams-Mercedes       | 1 min 06 s 518 | Pas de temps   |                |
| 16 | Daniel Ricciardo | Racing Bulls-Honda RBPT | 1 min 06 s 581 |                |                |
| 17 | Nico Hülkenberg  | Haas-Ferrari            | 1 min 06 s 583 |                |                |
| 18 | Valtteri Bottas  | Kick Sauber-Ferrari     | 1 min 06 s 725 |                |                |
| 19 | Alexander Albon  | Williams-Mercedes       | 1 min 06 s 754 |                |                |
| 20 | Zhou Guanyu      | Kick Sauber-Ferrari     | 1 min 07 s 197 |                |                |
| Temps minimal à réaliser pour la qualification : 1 min 10 s 288 (107 % du meilleur temps en Q1 : 1 min 05 s 690) |                  |                         |                |                |                |

### Grille de départ de la course sprint
- Alexander Albon, auteur du dix-neuvième temps, est pénalisé d'un départ depuis la voie des stands pour avoir entrepris de  nouveaux réglages sur la monoplace durant la procédure de parc fermé[6].

## Sprint et qualifications pour le Grand Prix

### Course sprint, le samedi  de 12 h à 13 h
| Pos. | no | Pilote           | Écurie                  | Tours | Temps/Abandon                      | Grille  | Points |
| ---- | -- | ---------------- | ----------------------- | ----- | ---------------------------------- | ------- | ------ |
| 1    | 1  | Max Verstappen   | Red Bull-Honda RBPT     | 23    | 26 min 41 s 389 (222,979 km/h)     | 1       | 8      |
| 2    | 81 | Oscar Piastri    | McLaren-Mercedes        | 23    | + 4 s 616                          | 3       | 7      |
| 3    | 4  | Lando Norris     | McLaren-Mercedes        | 23    | + 5 s 348                          | 2       | 6      |
| 4    | 63 | George Russell   | Mercedes                | 23    | + 8 s 534                          | 4       | 5      |
| 5    | 55 | Carlos Sainz Jr. | Ferrari                 | 23    | + 9 s 989                          | 5       | 4      |
| 6    | 44 | Lewis Hamilton   | Mercedes                | 23    | + 11 s 207                         | 6       | 3      |
| 7    | 16 | Charles Leclerc  | Ferrari                 | 23    | + 13 s 424                         | 10      | 2      |
| 8    | 11 | Sergio Pérez     | Red Bull-Honda RBPT     | 23    | + 17 s 409                         | 7       | 1      |
| 9    | 20 | Kevin Magnussen  | Haas-Ferrari            | 23    | + 24 s 067                         | 11      |        |
| 10   | 18 | Lance Stroll     | Aston Martin-Mercedes   | 23    | + 30 s 175                         | 12      |        |
| 11   | 31 | Esteban Ocon     | Alpine-Renault          | 23    | + 31 s 839                         | 8       |        |
| 12   | 10 | Pierre Gasly     | Alpine-Renault          | 23    | + 31 s 308                         | 9       |        |
| 13   | 22 | Yuki Tsunoda     | Racing Bulls-Honda RBPT | 23    | + 35 s 452                         | 14      |        |
| 14   | 3  | Daniel Ricciardo | Racing Bulls-Honda RBPT | 23    | + 39 s 397                         | 16      |        |
| 15   | 14 | Fernando Alonso  | Aston Martin-Mercedes   | 23    | + 43 s 155                         | 13      |        |
| 16   | 2  | Logan Sargeant   | Williams-Mercedes       | 23    | + 44 s 076                         | 15      |        |
| 17   | 23 | Alexander Albon  | Williams-Mercedes       | 23    | + 44 s 673                         | Pitlane |        |
| 18   | 77 | Valtteri Bottas  | Kick Sauber-Ferrari     | 23    | + 46 s 511                         | 18      |        |
| 19   | 27 | Nico Hülkenberg  | Haas-Ferrari            | 23    | + 48 s 423 (dont 10 s de pénalité) | 17      |        |
| 20   | 24 | Zhou Guanyu      | Kick Sauber-Ferrari     | 23    | + 53 s 143                         | 19      |        |

### Qualifications, le samedi de 16 h à 17 h
| Pos. | Pilote           | Écurie                  | Qualifications 1 | Qualifications 2 | Qualifications 3 |
| --- | ---------------- | ----------------------- | ---------------- | ---------------- | ---------------- |
| 1 | Max Verstappen   | Red Bull-Honda RBPT     | 1 min 05 s 336   | 1 min 04 s 577   | 1 min 04 s 314   |
| 2 | Lando Norris     | McLaren-Mercedes        | 1 min 05 s 450   | 1 min 05 s 103   | 1 min 04 s 718   |
| 3 | George Russell   | Mercedes                | 1 min 05 s 585   | 1 min 05 s 016   | 1 min 04 s 840   |
| 4 | Carlos Sainz Jr. | Ferrari                 | 1 min 05 s 263   | 1 min 05 s 016   | 1 min 04 s 851   |
| 5 | Lewis Hamilton   | Mercedes                | 1 min 05 s 541   | 1 min 05 s 053   | 1 min 04 s 903   |
| 6 | Charles Leclerc  | Ferrari                 | 1 min 05 s 509   | 1 min 05 s 104   | 1 min 05 s 044   |
| 7 | Oscar Piastri    | McLaren-Mercedes        | 1 min 05 s 311   | 1 min 05 s 070   | 1 min 05 s 048   |
| 8 | Sergio Pérez     | Red Bull-Honda RBPT     | 1 min 05 s 587   | 1 min 05 s 144   | 1 min 05 s 202   |
| 9 | Nico Hülkenberg  | Haas-Ferrari            | 1 min 05 s 596   | 1 min 05 s 262   | 1 min 05 s 385   |
| 10 | Esteban Ocon     | Alpine-Renault          | 1 min 05 s 574   | 1 min 05 s 274   | 1 min 05 s 883   |
| 11 | Daniel Ricciardo | Racing Bulls-Honda RBPT | 1 min 05 s 569   | 1 min 05 s 289   |                  |
| 12 | Kevin Magnussen  | Haas-Ferrari            | 1 min 05 s 508   | 1 min 05 s 347   |                  |
| 13 | Pierre Gasly     | Alpine-Renault          | 1 min 05 s 598   | 1 min 05 s 359   |                  |
| 14 | Yuki Tsunoda     | Racing Bulls-Honda RBPT | 1 min 05 s 563   | 1 min 05 s 412   |                  |
| 15 | Fernando Alonso  | Aston Martin-Mercedes   | 1 min 05 s 656   | 1 min 05 s 639   |                  |
| 16 | Alexander Albon  | Williams-Mercedes       | 1 min 05 s 736   |                  |                  |
| 17 | Lance Stroll     | Aston Martin-Mercedes   | 1 min 05 s 819   |                  |                  |
| 18 | Valtteri Bottas  | Kick Sauber-Ferrari     | 1 min 05 s 847   |                  |                  |
| 19 | Logan Sargeant   | Williams-Mercedes       | 1 min 05 s 856   |                  |                  |
| 20 | Zhou Guanyu      | Kick Sauber-Ferrari     | 1 min 06 s 061   |                  |                  |
| Temps minimal à réaliser pour la qualification : 1 min 09 s 831 (107 % du meilleur temps en Q1 : 1 min 05 s 263) |                  |                         |                  |                  |                  |

### Grille de départ
- Zhou Guanyu, auteur du vingtième et dernier temps, est pénalisé d'un départ depuis la voie des stands pour avoir entrepris de  nouveaux réglages sur la monoplace durant la procédure de parc fermé[10],[11].

## Course

### Classement de la course
| Pos. | no | Pilote           | Écurie                  | Tours | Temps/Abandon                                       | Grille  | Points |
| ---- | -- | ---------------- | ----------------------- | ----- | --------------------------------------------------- | ------- | ------ |
| 1    | 63 | George Russell   | Mercedes                | 71    | 1 h 24 min 22 s 798 (217,909 km/h)                  | 3       | 25     |
| 2    | 81 | Oscar Piastri    | McLaren-Mercedes        | 71    | + 1 s 906                                           | 7       | 18     |
| 3    | 55 | Carlos Sainz Jr. | Ferrari                 | 71    | + 4 s 533                                           | 4       | 15     |
| 4    | 44 | Lewis Hamilton   | Mercedes                | 71    | + 23 s 142 (dont 5 s de pénalité purgées en course) | 5       | 12     |
| 5    | 1  | Max Verstappen   | Red Bull-Honda RBPT     | 71    | + 37 s 253 (dont 10 s de pénalité)                  | 1       | 10     |
| 6    | 27 | Nico Hülkenberg  | Haas-Ferrari            | 71    | + 54 s 088                                          | 9       | 8      |
| 7    | 11 | Sergio Pérez     | Red Bull-Honda RBPT     | 71    | + 54 s 672 (dont 5 s de pénalité purgées en course) | 8       | 6      |
| 8    | 20 | Kevin Magnussen  | Haas-Ferrari            | 71    | + 1 min 00 s 335                                    | 12      | 4      |
| 9    | 3  | Daniel Ricciardo | Racing Bulls-Honda RBPT | 71    | + 1 min 01 s 169                                    | 11      | 2      |
| 10   | 10 | Pierre Gasly     | Alpine-Renault          | 71    | + 1 min 01 s 766                                    | 13      | 1      |
| 11   | 16 | Charles Leclerc  | Ferrari                 | 71    | + 1 min 07 s 056                                    | 6       |        |
| 12   | 31 | Esteban Ocon     | Alpine-Renault          | 71    | + 1 min 08 s 325                                    | 10      |        |
| 13   | 18 | Lance Stroll     | Aston Martin-Mercedes   | 70    | + 1 tour                                            | 17      |        |
| 14   | 23 | Alexander Albon  | Williams-Mercedes       | 70    | + 1 tour (dont 5 s de pénalité)                     | 16      |        |
| 15   | 22 | Yuki Tsunoda     | Racing Bulls-Honda RBPT | 70    | + 1 tour                                            | 14      |        |
| 16   | 77 | Valtteri Bottas  | Kick Sauber-Ferrari     | 70    | + 1 tour                                            | 18      |        |
| 17   | 14 | Fernando Alonso  | Aston Martin-Mercedes   | 70    | + 1 tour (dont 10 s de pénalité purgées en course ) | 15      |        |
| 18   | 24 | Zhou Guanyu      | Kick Sauber-Ferrari     | 70    | + 1 tour                                            | Pitlane |        |
| 19   | 2  | Logan Sargeant   | Williams-Mercedes       | 69    | + 2 tours                                           | 19      |        |
| 20   | 4  | Lando Norris     | McLaren-Mercedes        | 64    | + 7 tours (Accrochage et 5 s de pénalité)           | 2       |        |

### Pole position et record du tour
- Pole position :  Max Verstappen (Red Bull-Honda RBPT) en 1 min 04 s 314 (241,702 km/h)[13].
- Meilleur tour en course :  Fernando Alonso (Aston Martin-Mercedes) en 1 min 07 s 694 ; dix-huitième de la course, il ne peut prétendre à l'obtention du point bonus[14].

### Tours en tête
- Max Verstappen (Red Bull-Honda RBPT) :  55 tours (1-23 / 25-63) [15] ;
- Oscar Piastri (McLaren-Mercedes) :  1 tour (24) ;
- George Russell (Mercedes) :  8 tours (64-71).

## Classements généraux à l'issue de la course
| Pos. | Pilote           | Écurie                  | Points |
| ---- | ---------------- | ----------------------- | ------ |
| 1    | Max Verstappen   | Red Bull-Honda RBPT     | 237    |
| 2    | Lando Norris     | McLaren-Mercedes        | 156    |
| 3    | Charles Leclerc  | Ferrari                 | 150    |
| 4    | Carlos Sainz Jr. | Ferrari                 | 135    |
| 5    | Sergio Pérez     | Red Bull-Honda RBPT     | 118    |
| 6    | Oscar Piastri    | McLaren-Mercedes        | 112    |
| 7    | George Russell   | Mercedes                | 111    |
| 8    | Lewis Hamilton   | Mercedes                | 85     |
| 9    | Fernando Alonso  | Aston Martin-Mercedes   | 41     |
| 10   | Yuki Tsunoda     | Racing Bulls-Honda RBPT | 19     |
| 11   | Lance Stroll     | Aston Martin-Mercedes   | 17     |
| 12   | Nico Hülkenberg  | Haas-Ferrari            | 14     |
| 13   | Daniel Ricciardo | Racing Bulls-Honda RBPT | 11     |
| 14   | Oliver Bearman   | Ferrari                 | 6      |
| 15   | Pierre Gasly     | Alpine-Renault          | 6      |
| 16   | Kevin Magnussen  | Haas-Ferrari            | 5      |
| 17   | Esteban Ocon     | Alpine-Renault          | 3      |
| 18   | Alexander Albon  | Williams-Mercedes       | 2      |

| Pos. | Écurie                  | Points |
| ---- | ----------------------- | ------ |
| 1    | Red Bull-Honda RBPT     | 355    |
| 2    | Ferrari                 | 291    |
| 3    | McLaren-Mercedes        | 268    |
| 4    | Mercedes                | 196    |
| 5    | Aston Martin-Mercedes   | 58     |
| 6    | Racing Bulls-Honda RBPT | 30     |
| 7    | Haas-Ferrari            | 19     |
| 8    | Alpine-Renault          | 9      |
| 9    | Williams-Mercedes       | 2      |

## Statistiques
Le Grand Prix d'Autriche 2024 représente :
- la 40e pole position de Max Verstappen, sa quatrième consécutive au Grand Prix d'Autriche, et la cinquième consécutive sur ce circuit[18],[19],[20] ;
- la 2e victoire de  George Russell[21] ;
- la 126e victoire pour Mercedes en tant que constructeur[22] ;
- la 214e victoire de Mercedes en tant que motoriste[23].

Au cours de ce Grand Prix :
- les huit pilotes ayant marqué des points lors de la course Sprint sont les huit pilotes en tête du championnat du monde ;
- pour la première fois en qualifications, un écart de seulement 798 millièmes de seconde sépare le premier du vingtième lors de la Q1[24] ;
- Sergio Pérez passe la barre des 1 600 points inscrits en Formule 1 (1 604 points)[25] ;
- Carlos Sainz Jr. passe la barre des 1 100 points inscrits en Formule 1 (1 117,5 points)[26] ;
- Pierre Gasly atteint la barre des 400 points inscrits en Formule 1[27] ;
- Oscar Piastri passe la barre des 200 points inscrits en Formule 1 (209 points)[28] ;
- Lando Norris est élu « pilote du jour » à l'issue d'un vote organisé sur le site officiel de la Formule 1[29] ;
- Johnny Herbert (161 Grands Prix entre 1989 et 2000, 3 victoires et 7 podiums ; vainqueur des 24 Heures du Mans 1991,vainqueur des 12 Heures de Sebring 2002, champion de Speedcar Series en 2008) est nommé conseiller par la FIA pour aider dans leurs jugements le groupe des commissaires de course[30].